# Cookie (jeu vidéo)
Pour les articles homonymes, voir Cookie.
Cookie est un jeu vidéo d’action et de plates-formes développé et publié par Ultimate Play the Game  sur ZX Spectrum en 1983. Le joueur y incarne Charlie, un chef cuisinier tentant de préparer un gâteau. Ses ingrédients sont cependant vivants et tentent de s’échapper, obligeant Charlie à les capturer pour réussir son gâteau. Comme ses prédécesseurs, il a été programmé par Chris Stamper, ses graphismes ayant été conçus par son frère, Tim Stamper. À sa sortie, il est l’un des rares jeux ZX Spectrum à être disponible au format ROM permettant un chargement du jeu quasi instantané (le chargement de la version standard pouvant prendre plusieurs minutes). Une version BBC Micro du jeu a également été développée par Ultimate Play the Game mais celle-ci n’a jamais été publiée. À sa sortie, le jeu reçoit un accueil mitigé de la presse spécialisée, les critiques saluant ses graphismes mais regrettant sa trop grande difficulté et ses similitudes avec Pssst,,.

## Accueil
| Cookie                |      |       |
| Média                 | Pays | Notes |
| Crash Magazine        | US   | 73%   |
| Home Computing Weekly | US   | 5/5   |